# Negacionismo climático

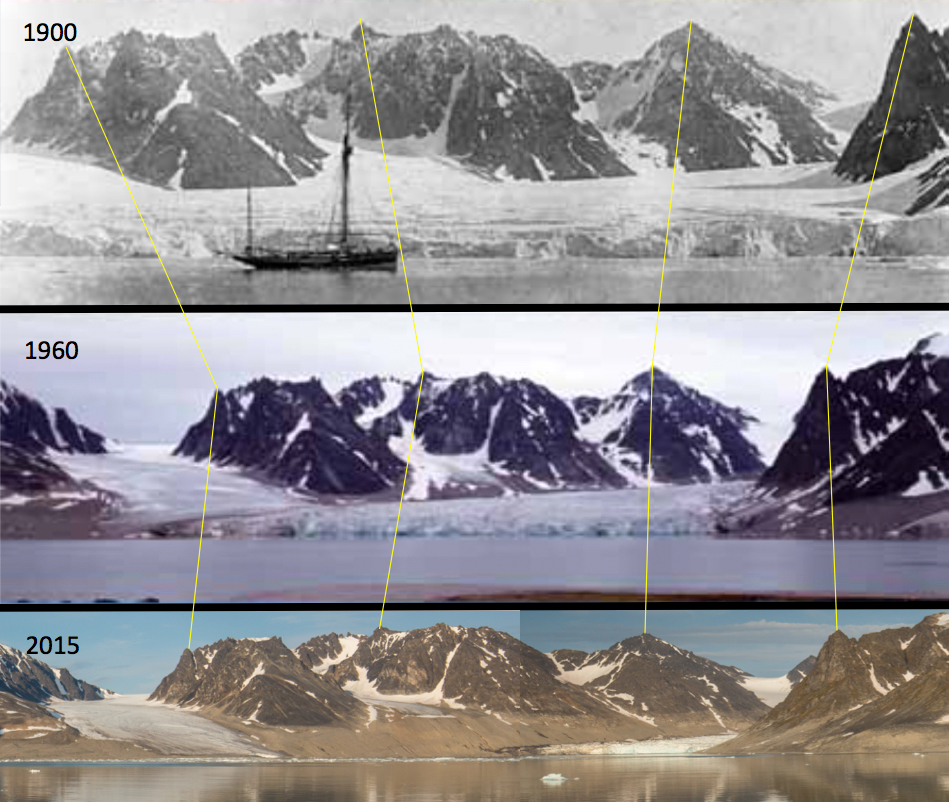
Desaparecimento de geleiras em Svalbard entre 1900 e 2015.

As expressões negacionismo climático e ceticismo climático referem-se ao pensamento daqueles que negam a realidade do aquecimento global ou, ao menos, negam que os seres humanos tenham um papel relevante neste fenômeno. Essas alegações são consideradas pseudocientíficas e o atual consenso científico não apoia os negacionistas do aquecimento global.
Os argumentos dos negacionistas foram refutados pelo conhecimento acumulado em uma vasta quantidade de estudos, levados a cabo pelos melhores climatologistas e geocientistas da atualidade, conhecimento hoje sintetizado pelo Painel Intergovernamental sobre Mudanças Climáticas, que desde 1990 publica relatórios periódicos revisando a melhor bibliografia científica disponível, empregando um grande número de especialistas nesse trabalho. O principal contraponto negacionista deste painel de alto nível é o Painel Não Governamental Internacional sobre Mudanças Climáticas, composto por um reduzido grupo de ativistas, muitos deles notórios por fraudes acadêmicas.
Grupos como esse, financiados e promovidos por think tanks conservadores, grandes indústrias e poderosos políticos e formadores de opinião, têm conseguido um espaço nos meios de comunicação que é desproporcional ao mérito científico dos seus argumentos pseudocientíficos.
Os negacionistas disseminam dúvidas e incertezas artificiais entre a população leiga e desempenham um papel de primeiro plano no descrédito da ciência e no bloqueio das necessárias medidas de combate ao aquecimento global. O negacionismo climático é considerado uma forma de pseudociência porque recusa o valor de uma massa de observações, cálculos e medições que convergem todos para a mesma direção. Se baseia principalmente em opiniões, em casuísmos, em crenças ou em ideologias políticas, econômicas ou culturais, e por suas importantes repercussões sociais e ambientais negativas é visto como uma grande ameaça ao bem comum.

## Características
O pequeno grupo que contesta o consenso científico quanto ao aquecimento global tem as seguintes características:
- É heterogêneo, defendendo ideias que, com frequência, são conflitantes umas com as outras. Por exemplo, alguns negam o aquecimento em si, afirmando tratar-se de contaminação das medições por ilhas urbanas de calor,[1] enquanto outros autoproclamados “céticos” atribuem o aquecimento observado a um mecanismo de relacionado a de nuvens[2] que não foi corroborado por observações subsequentes;[3]
- É francamente minoritário, representando apenas cerca de 1% do conjunto de climatologistas em atividade;[4]
- Tem menos respaldo do conjunto de evidências empíricas, limitando-se, geralmente, a apresentar hipóteses alternativas de causalidade que se atêm a algum aspecto isolado do sistema climático.[5] Por exemplo, atêm-se ao ao efeito de nuvens, sem explicar a maior retenção de radiação infravermelha nas frequências dos gases do efeito estufa. Ou ainda, ressaltam a influência do sol, sem explicar por que o aquecimento tem sido mais intenso justamente quando o sol age menos: à noite e no inverno;[6][7]
- Apresenta alegações pseudocientíficas, em sua maioria oriundas de think tanks conservadores[8] como o The Heartland Institute.[9] Mesmo falsas, tais alegações são desproporcionalmente representadas na mídia, recebendo grande espaço se comparadas à sua relevância marginal no debate científico atual.[5] Uma pesquisa feita com alguns grandes e influentes jornais dos Estados Unidos, analisando 3.543 artigos que trataram do aquecimento no período de 1988 a 2002, encontrou que 52,65% dos artigos dava peso igual a quem negava e a quem afirmava que a atividade humana tem impacto sobre o clima. Discutindo o que deveria ser feito, apenas 10,6% acatavam o consenso científico e enfatizavam a necessidade de ação internacional urgente e compulsória, enquanto 78,2% apresentavam um texto "equilibrado", induzindo a opinião pública a tirar conclusões equivocadas. Analisando cronologicamente o impacto do problema entre o público, a mesma pesquisa mostrou que entre 1988 e 1989, quando o aquecimento global começou a chamar grande atenção internacional, os jornais diziam praticamente o mesmo que os cientistas, mas que desde então vêm sendo impostas ao público dúvidas artificiais e a distância entre a opinião científica e a popular vem se alargando.[10]

## Argumentos negacionistas e sua refutação científica
Os negacionistas empregam uma variada série de argumentos para contestar as conclusões da ciência, que foram agrupados hierarquicamente por Michael Mann.
1. A concentração de gases estufa não está se elevando na atmosfera.
2. Mesmo se estiver, o aumento não tem efeito sobre o clima. Não existe evidência de que o aquecimento está acontecendo.
3. Mesmo se o aquecimento estiver acontecendo, deve-se a causas naturais.
4. Mesmo se as causas não forem naturais, a participação humana é pequena.
5. Mesmo se a participação humana for grande, não vai gerar mudanças importantes no clima.
6. Mesmo se houver mudanças importantes, elas serão em geral benéficas.
7. Mesmo se as mudanças não forem benéficas, a humanidade e o ambiente vão se adaptar.
8. Mesmo se os cientistas estiverem certos, é tarde demais para fazer qualquer coisa.
9. Mesmo se tudo der errado, a humanidade vai encontrar algum remédio tecnológico para o problema sem que seja necessário mudar significativamente o modo de vida atual.
Todos esses pontos contradizem as observações mais confiáveis:

Temperatura média global 1880-2013. As três últimas décadas foram as mais quentes desde o início dos registros.

Gráfico mostrando a elevação exponencial das emissões globais de carbono entre 1800 e 2007 dos setores do petróleo, gás natural, carvão, produção de cimento e desperdício. A escala é na ordem de bilhões de toneladas anuais. Em 2007 se aproximou dos dez bilhões

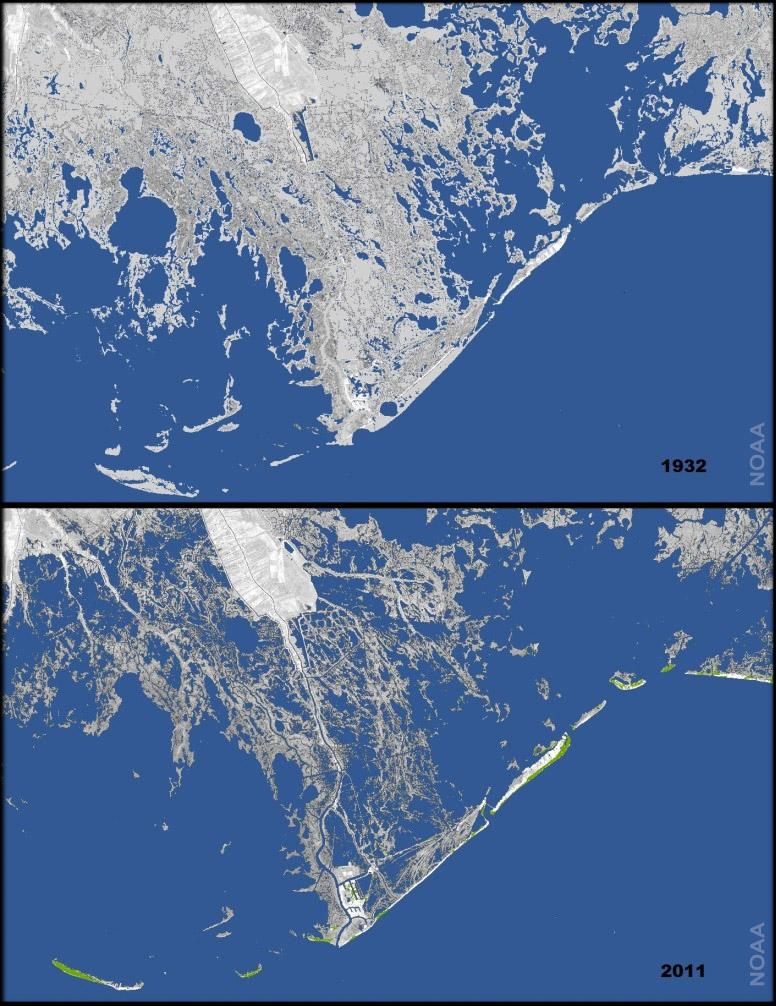
Perda de terra firme na costa da Louisiana entre 1932 e 2011 devido à subida do nível do mar. O nível do mar tem subido porque quando suas águas aquecem elas se expandem, ocupando maior volume, e porque o rápido derretimento do gelo terrestre tem adicionado muita água aos oceanos

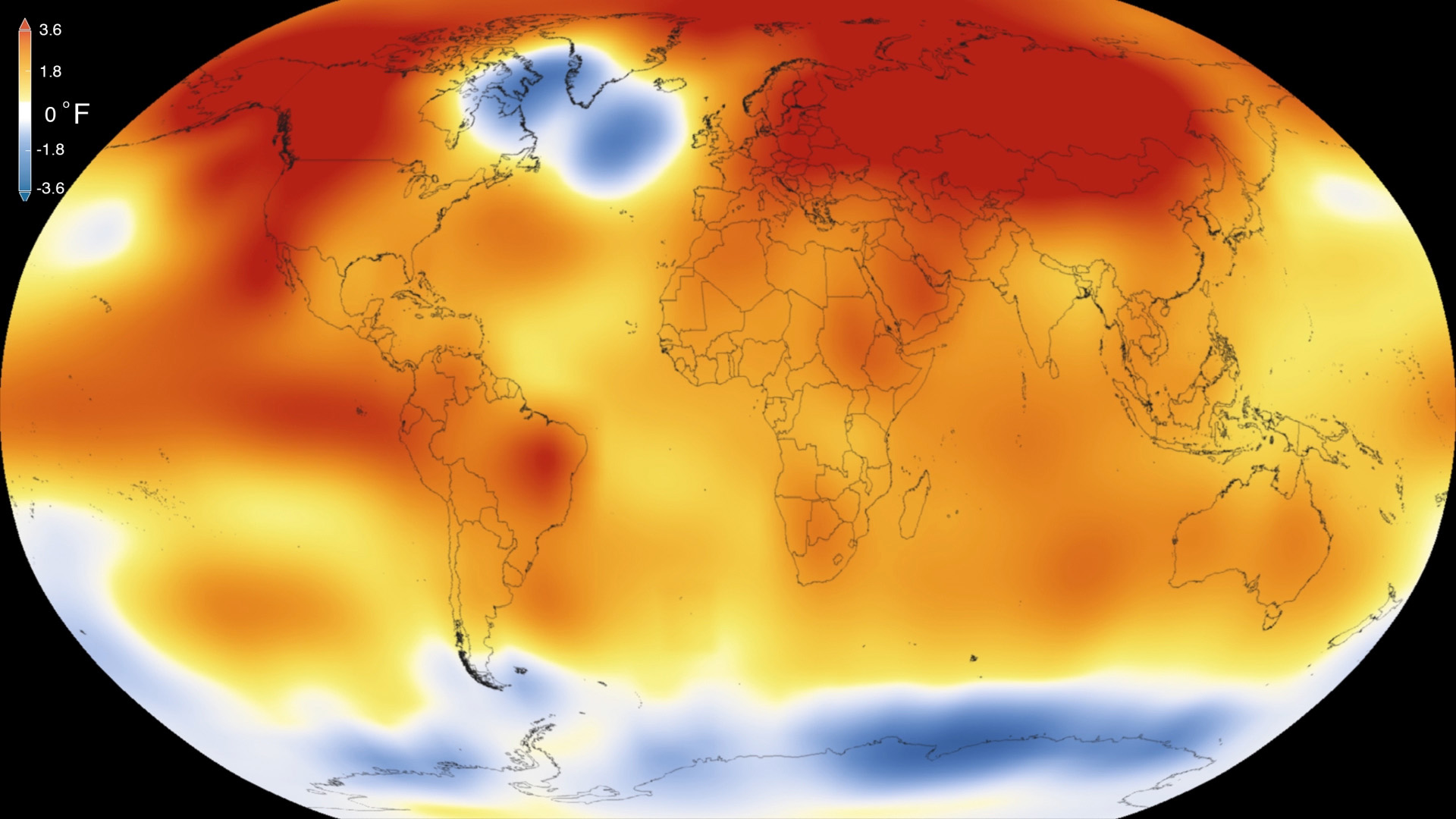
Este gráfico da NASA mostra a extensão e intensidade da perturbação térmica global no ano de 2015, em relação ao ano de 1880. As zonas mais vermelhas são as que aqueceram mais

### 1. Concentração dos gases
"A concentração de gases estufa não está se elevando na atmosfera". Errado. Os principais gases estufa de origem humana têm se elevado de maneira contínua desde a Revolução Industrial, iniciada em meados do século XVIII: a concentração atmosférica de dióxido de carbono aumentou aproximadamente 35%, o metano mais que dobrou sua concentração; o óxido nitroso variou de 270 ppb (partes por bilhão) pré-industrial para 319 em 2005, e os níveis de ozônio aumentaram de 25 para 34 ppb no mesmo período.

### 2. Aquecimento
"Mesmo se os gases estufa estiverem aumentado, o aumento não tem efeito sobre o clima. Não existe evidência de que o aquecimento está acontecendo". Errado. O aquecimento existe. A medição da temperatura em múltiplos pontos do planeta tem mostrado uma elevação desde meados do século XIX, e nas últimas décadas o aumento está acelerando. O gelo está em recuo em todo o planeta, o oceano está esquentando, a estação fria está ficando mais curta, espécies migradoras se deslocam antes do que costumavam fazer. Essas e outras evidências concretas provam um aquecimento generalizado da superfície do planeta.

### 3. Causas naturais
"Mesmo se o aquecimento estiver acontecendo, deve-se a causas naturais". Errado. O clima é um sistema sensível à influência de vários fatores. No passado houve fatores naturais que provocaram mudanças. Hoje, o ser humano está diretamente envolvido. Grande parte do carbono lançado na atmosfera tem origem fóssil, que pode ser provada pela sua composição isotópica. Não existe nenhum processo natural atualmente em curso que possa explicar esse acúmulo na quantidade observada, mas é explicado pela queima de combustíveis fósseis.

### 4. Participação humana
"Mesmo se as causas não forem naturais, a participação humana é pequena". Errado. Provavelmente desde o início do século XX, e pelo menos desde a década de 1950 com extrema segurança, a participação humana tem sido parte preponderante no total. A quantidade de gases estufa de origem humana lançada na atmosfera é imensa, sendo a principal causa do sensível desequilíbrio energético no sistema terrestre, onde uma forçante radiativa positiva (de 2,29 para o período 1750-2011) se aproxima da estimativa da sensibilidade climática. Em outras palavras, a energia estocada em excesso coincide com os efeitos de temperatura previstos para tal acúmulo. O desequilíbrio tem piorado rapidamente desde a década de 1970, e entre 2005 e 2011 aumentou em 43%.

### 5. 6. Mudanças benéficas
"Mesmo se a participação humana for grande, não vai gerar mudanças importantes no clima. Mesmo se houver mudanças importantes, elas serão em geral benéficas". Errado. Não há base científica para afirmar que as mudanças não causarão impactos vastos e perigosos em múltiplos níveis. Ao contrário, a mudança de cerca de 1ºC desde o início dos registros de temperatura global já provocou uma série de efeitos prejudiciais ao ambiente, extinguindo espécies, causando a elevação do nível do mar, acidificação das águas, modificação nos padrões de ventos, chuvas, correntes marinhas, redução de todos os gelos terrestres, agravando a intensidade dos desastres naturais, alterando ecossistemas, desencadeando uma onda de invasões por espécies exóticas em todos os continentes, e muitos outros. Esses impactos geram prejuízos diretos e indiretos à sociedade de múltiplas formas e levam à perda de milhões de vidas todos os anos. Não há base científica para alegar que se o aquecimento se agravar seus efeitos não serão também agravados, e podem, além disso, se tornar exponencialmente aumentados devido a reações imprevistas da natureza.

### 7. Adaptação
"Mesmo se as mudanças não forem benéficas, a humanidade e o ambiente vão se adaptar". Errado. Não se pode garantir que a humanidade vai se adaptar, ou que essa adaptação vai contemplar todas as pessoas. Evidências mostram que mudanças climáticas pré-históricas compatíveis com os cenários mais pessimistas (um aquecimento de mais de 4°C até 2100) levaram a extinções em massa e a uma elevação do nível do mar de muitos metros em pouco tempo. Em geral se pensa que a Extinção do Permiano-Triássico, a maior de todas as extinções em massa documentadas, que levou 96% das formas de vida marinha e 70% das terrestres, teve como principal causa uma mudança climática de até 8°C, que teria ocorrido ao longo de 9,4 milhões de anos. Em termos geológicos, essa é considerada uma mudança abrupta. A recuperação da biodiversidade exigiu cerca de 10 milhões de anos para se completar. A mudança recente promete ser tão ou mais radical que aquela na escala de tempo geológica. Em pouco mais de cem anos a temperatura já subiu quase 1°C, e os efeitos já estão se tornando bem visíveis. O nível de extinções contemporâneo, por uma combinação de múltiplas causas, tendo o aquecimento entre as principais, já é considerado de cem a dez mil vezes superior que o normal (conforme a metodologia e os taxa analisados), e está acelerando. Outras descobertas mostraram que mudanças localizadas mas de grande magnitude em tempos antigos levaram ao declínio e queda de impérios poderosos em muitas partes do mundo.
Embora a amplitude das mudanças seja preocupante, é a sua rapidez que distingue o processo atual dos grandes eventos pré-históricos de mudança climática. Não há sinais de que uma mudança tão rápida como a atual tenha ocorrido na Terra nos últimos 50 milhões de anos. A União Internacional para a Conservação da Natureza e dos Recursos Naturais (IUCN) prevê que se a elevação da temperatura chegar a 3,5 °C, até 70% de todas as espécies existentes hoje serão provavelmente extintas. Poucas espécies selvagens terão condições de prosperar por muito tempo em um ambiente tão instável, especialmente se ele permanecer em constante disrupção por um período de dois séculos ou mais (um aquecimento descontrolado). Neste caso, sem grandes dúvidas ocorrerá uma extinção em massa, uma desertificação generalizada do planeta e, consequentemente, um grande abalo nos fundamentos da sociedade e de seus sistemas produtivos. Os cenários extremos projetados admitem, se ocorrer o descontrole, um aquecimento de até 20ºC na temperatura média da Terra ao longo de vários séculos, deixando-a em sua maior parte inabitável.
Essa conclusão apocalíptica já não é considerada uma fantasia pelos cientistas, mas uma probabilidade matemática que deixou há muito de ser desprezível. Cada dia que passa sem ação torna mais certa e inevitável sua materialização, pois a continuidade das causas impõe a continuidade e acumulação dos efeitos. Essa certeza matemática é fortalecida pelo testemunho de eventos passados similares, e um dos grandes problemas do aquecimento é que depois de certo ponto muitos efeitos não poderão ser revertidos senão depois de milhares ou milhões de anos. A ciência do clima é baseada na análise de quantidades mensuráveis e na avaliação das interações entre as variáveis, que estão sujeitas a leis imutáveis, manifestas nas maneiras como as energias atuam e nas propriedades reativas das substâncias e elementos da natureza. Essas quantidades e interações podem ser observadas e medidas objetivamente e os dados podem ser reduzidos a cálculos matemáticos, cujos resultados dão noções muito fiéis, até visíveis em gráficos didáticos, sobre a magnitude e qualidade dos efeitos previstos, inclusive sobre os seres vivos, sua duração, seus possíveis efeitos secundários, etc. Evidente que esta é uma simplificação grosseira da complexa ciência do clima, mas ilustra o método pelo qual as previsões são feitas. Também é certo que a capacidade de cálculo das pessoas e computadores é limitada, erros e imprecisões sempre podem ocorrer, mas a multiplicação dos experimentos dando resultados similares solidifica o conhecimento. Numa analogia simples, levando a física e a química para um cenário familiar, esperar que o aquecimento global, que põe em movimento em escala planetária forças poderosas e vastas quantidades de substâncias muito ativas e altera o equilíbrio de todos os ciclos biogeoquímicos, não cause distúrbios graves e disseminados, é o mesmo que colocar uma panela com água no fogo e esperar que a água não acabe fervendo e entornando. Mesmo que se possa evitar os cenários extremos, as mudanças atuais já têm deixado uma marca visível. Países e comunidades pobres sistematicamente têm sofrido em grande desproporção com a quantidade de gases que emitem, e têm dificuldades maiores e menos recursos para se adaptar. A adaptação a um aquecimento progressivo descontrolado pode ser impossível para a grande maioria da população, mesmo em países ricos, que neste processo deixarão de ser ricos.

### 8. Tarde demais
"Mesmo se os cientistas estiverem certos, é tarde demais para fazer qualquer coisa". Errado. Não é tarde demais para fazer qualquer coisa. Ao contrário, quanto mais cedo a mudança para a sustentabilidade avançar, menores serão os impactos previstos. Já existe um grande número de iniciativas globais, nacionais e locais para combater o aquecimento e elas têm se revelado promissoras, faltando apenas uma adesão em larga escala da população para que resultados muito significativos comecem a aparecer.

### 9. Remédio tecnológico
"Mesmo se tudo der errado, a humanidade vai encontrar algum remédio tecnológico para o problema sem que seja necessário mudar significativamente o modo de vida atual". Errado. Sem que sejam modificados a própria estrutura dos mercados, as fontes de energia e os hábitos de produção, consumo e descarte, é improvável que num futuro próximo apareçam remédios tecnológicos viáveis para uma problemática tão abrangente como o aquecimento global, devido à própria escala planetária do fenômeno e suas infinitas ramificações. Algumas alternativas já foram postas em discussão, como o lançamento de uma rede de espelhos refletores ou escudos em órbita para bloquear parte do calor solar, semeadura das nuvens com determinadas substâncias para produzir mais nuvens, captura e enterramento do carbono atmosférico, e outras. Tais soluções que interferem no ambiente em escala maciça (geoengenharia) são muito arriscadas, são muito custosas, têm eficiência incerta e podem ter importantes consequências negativas imprevistas, tendo sido condenadas por muitas autoridades ou postas em suspeita. Além disso, nenhum remédio tecnológico poderá, por exemplo, ressuscitar todas as espécies extintas. Muitas mudanças importantes serão irreversíveis. Um relatório da Royal Society sobre o tema advertiu: "Nenhum método de geoengenharia será capaz de nos dar uma alternativa fácil ou prontamente acessível para o problema da mudança climática. Contudo, no futuro podem ser um auxiliar nos esforços de mitigação dos efeitos da mudança climática. É muito provável que um dia seja criada tecnologia para a geoengenharia, mas ainda estamos engatinhando nessa direção, e ainda subsistem grandes incertezas sobre sua eficiência, custo e impacto ambiental".
Outros argumentos contestando outros aspectos do fenômeno foram compilados pelo projeto Skeptical Science.

### 10. Mudanças anteriores
"O clima já mudou no passado". Correto, mas como argumento negacionista é irrelevante. Em primeiro lugar, temos que considerar a que passado nos referimos: a muitos milhões de anos trás, quando reinavam os dinossauros, ou mesmo antes, quando ocorreram sim grandes mudanças climáticas, em geral devastadoras, ou ao período em que a humanidade criou sua cultura, que cobre apenas os últimos 50 mil anos aproximadamente, e que tem sido um período de notável estabilidade climática (nos termos do tempo geológico).Ver nota Em segundo, a estabilidade do clima é fundamental para a biodiversidade, assim como para o homem e sua civilização. Embora tenham sido documentadas exceções, em geral a adaptação das espécies selvagens a mudanças ambientais só acontece em largos períodos de tempo. A rapidez da mudança atual é demasiada para que os processos naturais de adaptação se completem a tempo para a vasta maioria das espécies.

### 11. É o Sol
"O Sol é a causa". Errado. Desde a década de 1980 as tendências da atividade solar e da temperatura terrestre vão em direções opostas, ou seja, o Sol está esfriando e a Terra está esquentando.

### 12. Não há consenso

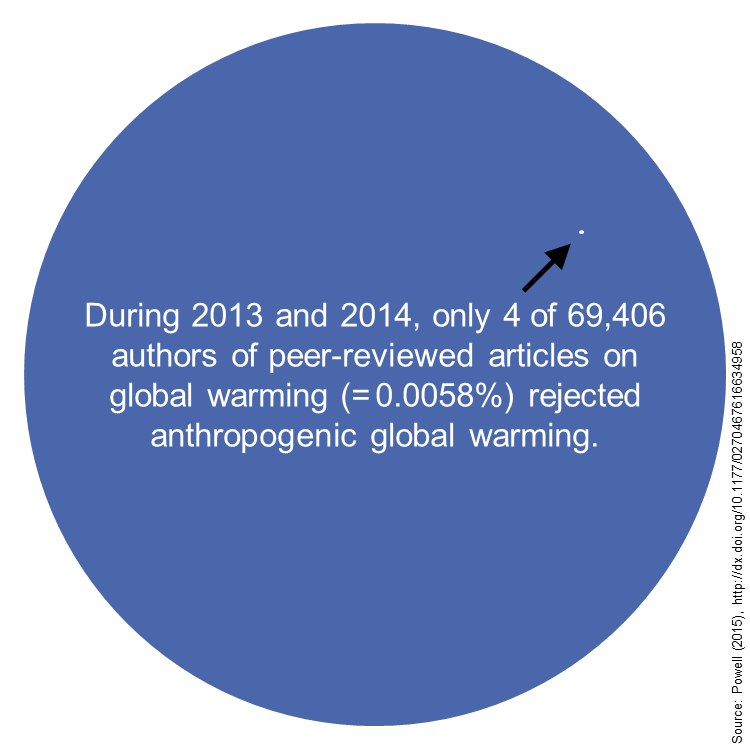
Entre 2013 e 2014 apenas 4 dos 69.406 autores de artigos revisados por pares sobre o aquecimento rejeitaram a causa humana.

"Não há consenso entre os cientistas". Errado. O consenso existe e é esmagador. Há cerca de dez anos, mais de 75% dos geocientistas já concordavam que o aquecimento existe e a origem é principalmente humana, e na mesma época cerca de 97% dos climatologistas que publicavam trabalhos principalmente na área da mudança climática já pensavam o mesmo, e a proporção vem crescendo à medida que novos estudos são feitos. De fato, já foram realizadas várias sondagens de ampla escala da bibliografia científica especificamente voltadas para identificar o posicionamento dos autores a respeito da origem do fenômeno. O resultado varia de estudo para estudo, dependendo da metodologia utilizada. Uma das mais importantes dessas sondagens, realizada por John Cook e colaboradores, revisou 11.944 artigos científicos sobre aquecimento global e mudanças climáticas publicados entre 1991 e 2011. Dos artigos que expressaram claramente seu posicionamento sobre a origem do fenômeno, 97,1% apontou o homem. Em 2016 dez dos principais autores que estudam o próprio consenso fizeram uma nova análise das principais pesquisas sobre o tópico realizadas entre 1991 e 2015, reafirmando o índice de 97% de concordância entre os especialistas.  Em geral considera-se que o consenso está atualmente em torno de 97-98%. Em 2016 um estudo tentou reproduzir os resultados Ver nota de 38 artigos negacionistas e encontrou erros de método, de avaliação ou de cálculo em todos eles.

### 13. Está esfriando
"Está na verdade esfriando". Errado. As últimas décadas foram as mais quentes desde o início dos registros.

### 14. O modelos climáticos não são confiáveis
"Os modelos teóricos não são dignos de confiança". Errado. Os modelos usados têm limitações e margens de erro, e como em geral são modelos globais, são imprecisos no que diz respeito a detalhamentos regionais, mas reproduzem com grande aproximação as mudanças em escala global do clima observadas historicamente, e por isso suas projeções para o futuro são plausíveis e confiáveis. Esses modelos vêm sendo testados inúmeras vezes por equipes diferentes de cientistas, e seus resultados têm se tornado cada vez mais confiáveis, e não menos. Não obstante, os modelos vêm sendo constantemente aperfeiçoados.

### 15. Os registros são falhos
"Os registros não são dignos de confiança". Errado. É verdade que muitas estações meteorológicas não são instaladas como deveriam para colher os dados adequadamente, podendo estar próximas de fontes de calor ou de estruturas que criam microclimas diferenciados, como os centros urbanos e suas ilhas de calor, mas os cientistas sabem disso e fazem as compensações necessárias para corrigir os dados e torná-los confiáveis. Além disso, os dados colhidos em estações terrestres são checados com outros obtidos por métodos diferentes, como por exemplo a sondagem por satélite e a análise de registros contidos no gelo e em sedimentos oceânicos. Essa checagem cruzada minimiza em muito a possibilidade de erro grave, e revela em todas as formas de análise resultados comparáveis.

### 16. O gelo está aumentado
"A Antártida está ganhando gelo". Errado. Embora a área coberta por gelo possa estar se expandindo em alguns locais, o volume total do gelo está em declínio. Medições de satélite apontam que a Antártida perde mais de 100 quilômetros cúbicos de gelo a cada ano desde 2002.

## História

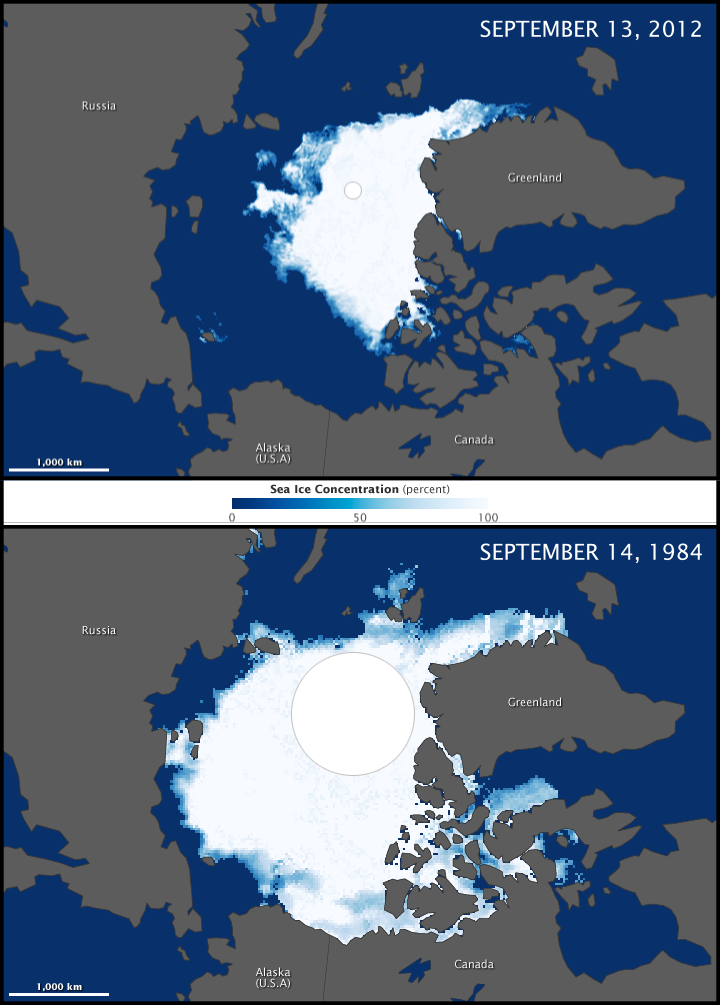
Mudança na quantidade de gelo flutuante no oceano Ártico. Na imagem de cima, a situação em 2012, e na imagem de baixo, como era em 1984

As pesquisas que embasam o conhecimento científico atual sobre o aquecimento global começaram nas primeiras décadas do século XIX, quando Joseph Fourier, que estudava processos de transmissão de calor, calculou que a radiação que a Terra recebia do Sol não era bastante para manter as temperaturas atmosféricas que conhecemos. Ele não conseguiu descobrir a explicação, mas entre as hipóteses que postulou, disse que os gases da atmosfera poderiam estar envolvidos na retenção de calor, atuando como uma estufa. Em geral, por isso credita-se a ele a descoberta do efeito estufa, que descreve exatamente o fenômeno de retenção de calor recebido do Sol por certos gases da atmosfera, causando aumento da temperatura da superfície terrestre. Outros cientistas levariam adiante as pesquisas, notadamente John Tyndall e Svante Arrhenius, e na década de 1930 Guy Stewart Callendar foi o primeiro a medir objetivamente a mudança do clima, detectando um aumento de 0,3ºC na temperatura média da Terra nos 50 anos anteriores, e estabeleceu a ligação direta entre o aumento da temperatura e o aumento dos níveis atmosféricos de gás carbônico, um dos principais gases do efeito estufa.
Mas era um campo ainda completamente inexplorado, os dados eram poucos, a metodologia e ferramental eram bastante primitivos (comparados à atualidade), e por isso essas primeiras conclusões, embora essencialmente corretas, ganharam pouca receptividade na comunidade científica. Ela aceitava as premissas básicas do processo (a física inerente à transmissão e retenção de calor), mas considerava exageradas as previsões da aplicação das leis conhecidas ao ambiente. Não se acreditava que as mudanças observadas por Callendar, por exemplo, fossem causadas pelo homem, em geral se pensava que seriam variações naturais, e que as atividades humanas não eram capazes de mudar o clima global tão drástica e rapidamente. Tampouco se fazia ideia de que as consequências de uma mudança rápida e descontrolada, como a que segue, pudessem ser tão perigosas para a saúde do meio ambiente, para a conservação da biodiversidade, para o bem estar do homem e para o futuro da civilização, como se veio a provar mais tarde.
Não foi senão na década de 1970 que o assunto começou a ganhar espaço nas academias, e as pesquisas iam se multiplicando rapidamente. Já se presumia que o homem estivesse envolvido nisso, principalmente pela contínua emissão de gases estufa derivados da queima de combustíveis fósseis, mas a segurança sobre sua participação só seria conseguida mais tarde, na altura em que milhares de estudos haviam sido produzidos confirmando as suspeitas. James Hansen, um dos principais climatologistas do mundo, levou o tema para diante do Congresso dos Estados Unidos em 1988, e então o debate público ganhou nova dimensão, tornando o tema conhecido em larga escala. Pouco depois o Painel Intergovernamental sobre Mudanças Climáticas (mais conhecido como IPCC), uma organização internacional filiada à ONU, passou a centralizar e sintetizar o conhecimento de ponta sobre o aquecimento global, publicando grandes relatórios periódicos onde faz uma revisão de toda a bibliografia sobre o assunto publicada em revistas e jornais especializados, além de analisar também estudos independentes.
Na década de 1990 o ceticismo que antes reinara entre os cientistas sobre a natureza e origem do aquecimento já não se sustentava, dissipado por uma vasta quantidade de novos estudos que trouxeram dados na forma de registros materiais do fenômeno (medições da temperatura em todo o planeta, comparações com registros fósseis de mudanças do clima, evidências de redução do gelo global, etc), ou na forma de modelos teóricos para explicar as múltiplas interações entre as variáveis. O fenômeno ganhara um contorno definido e podia ser bem descrito, e se compreendia as linhas gerais da manifestação dos seus efeitos na natureza e nas espécies vivas, ainda que muito faltasse por desvendar. Mais ainda, podia-se começar a fazer projeções bastante precisas de como o aquecimento global evoluiria se determinadas condições persistissem, e o que aconteceria se elas fossem modificadas. Projeções de curto prazo que se revelaram acertadas, mais o acúmulo de múltiplas evidências materiais irrefutáveis, deram uma grande solidez aos argumentos de que o aquecimento global está acontecendo e que é largamente causado pelo homem.

Emissões de gases do efeito estufa per capita em 2000.

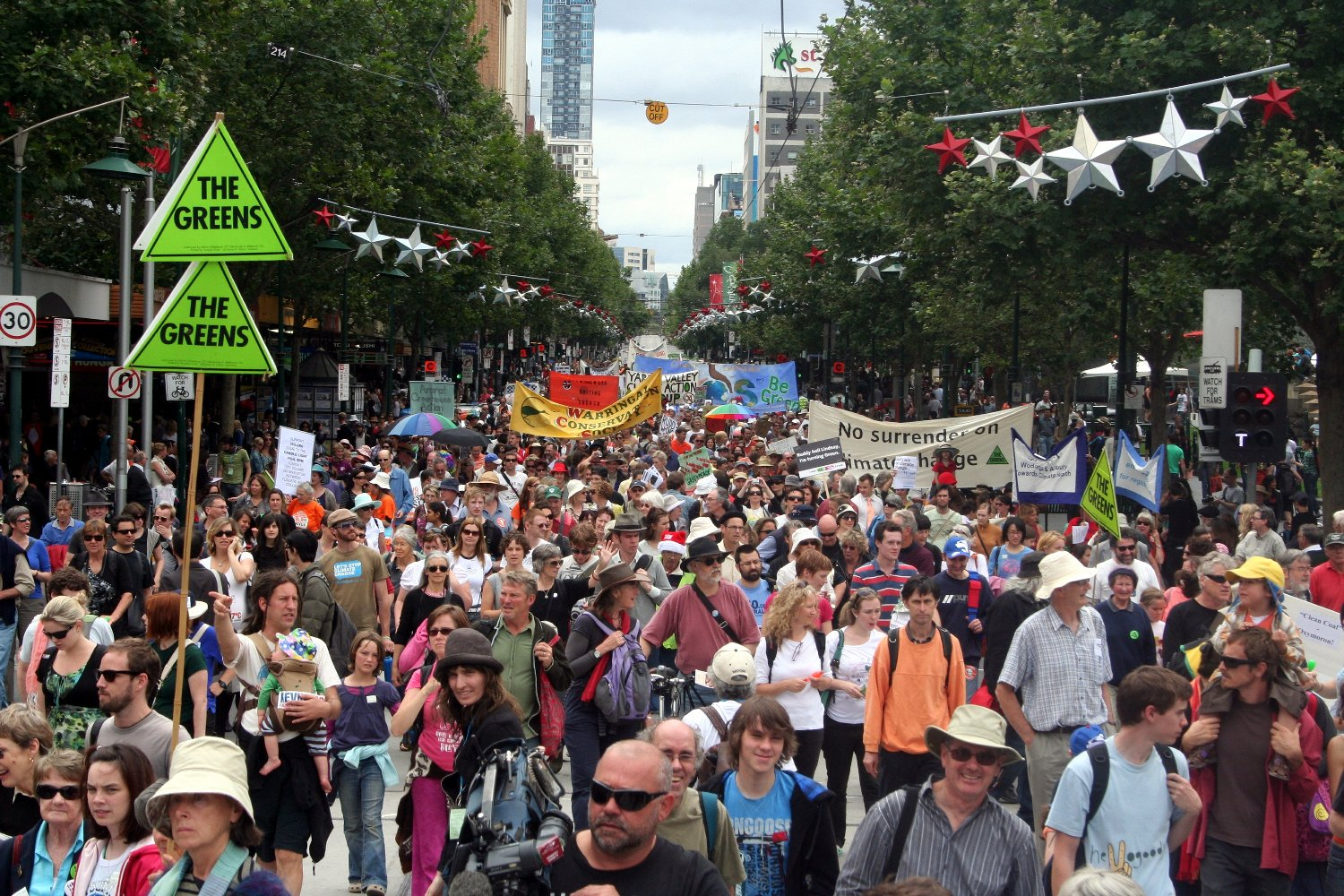
Marcha pelo combate ao aquecimento global em Melbourne, 2009

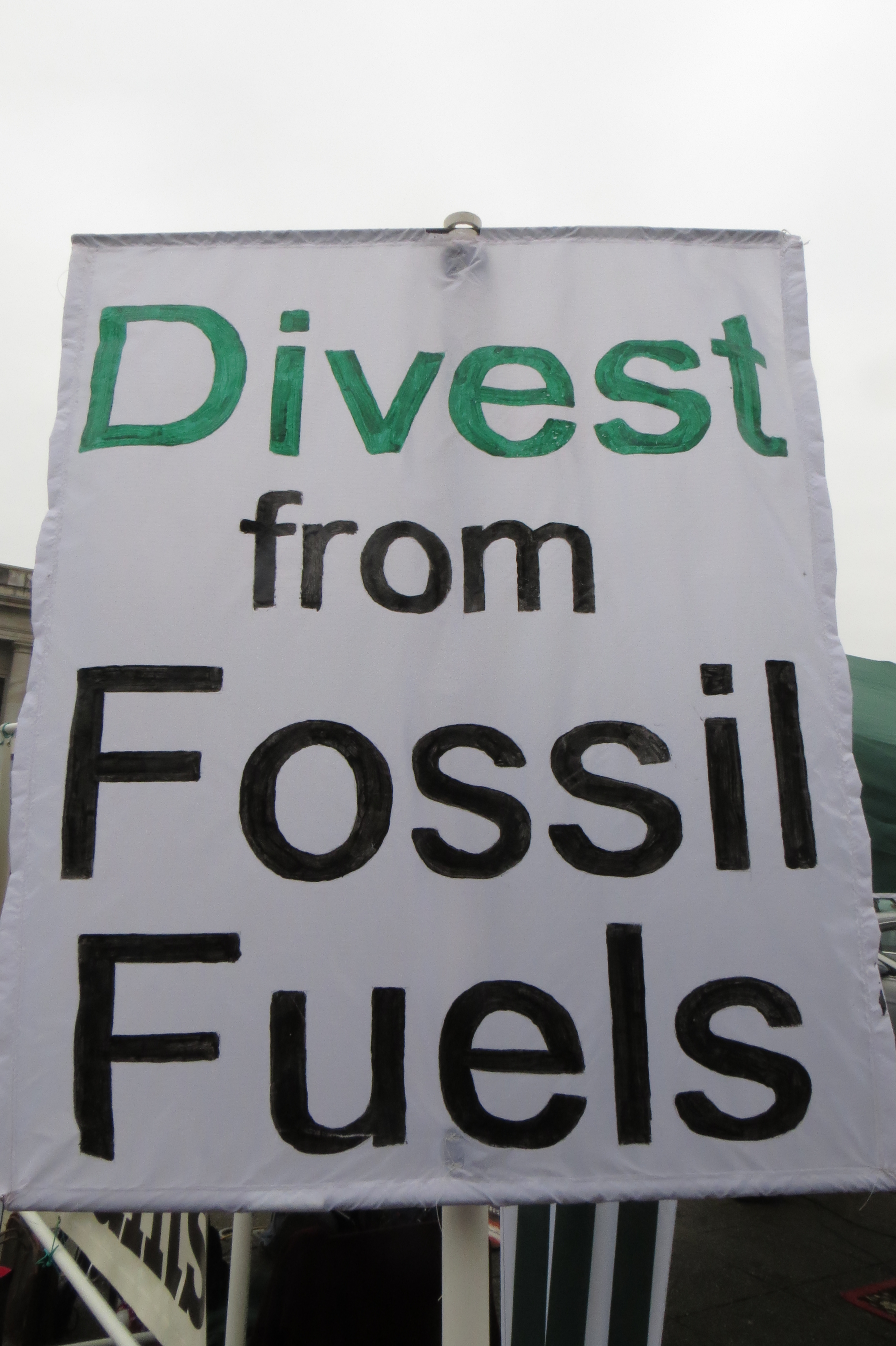
Campanha contra o uso de combustíveis fósseis em Olympia, Washington, 2013

Porém, à medida que as análises científicas vinham se mostrando mais sólidas e convincentes, a reação não se fez esperar, principalmente originada na grande indústria, que via a necessária redução de emissões de gases como um empecilho para a expansão dos seus negócios, então maciçamente baseados nos combustíveis fósseis. Essa reação se intensificou imediatamente depois da representação de James Hansen para o Congresso, quando grandes conglomerados empresariais começaram a financiar barulhentas campanhas negacionistas, frequentemente embasadas em estudos fraudulentos ou falhos e na exploração de crenças irracionais, de ideologias, da fé religiosa e das emoções populares, apoiados por grupos de pressão política e formadores de opinião mal informados, corrompidos ou comprometidos com tendências conservadoras ou anticientíficas, criando uma grande polêmica sobre a confiabilidade das previsões da ciência, polêmica que à medida que as evidências concretas do aquecimento se tornavam mais fortes e o consenso entre os especialistas ficava mais sólido, se tornaria cada vez mais agressiva, artificial e recheada de escândalos. A partir de um estudo de 2000 de Dunlap & McCright o negacionismo começou a ser entendido como um movimento organizado.
Durante o governo Bush cientistas ligados a sete organizações científicas estatais relataram pressões para eliminar as palavras "mudanças climáticas", "aquecimento global" ou similares de suas comunicações para não enfraquecer a política de ceticismo do governo. Um relatório apresentado ao Congresso dos Estados Unidos referiu que metade dos climatologistas do governo entrevistados disseram ter percebido ou pessoalmente sofrido essa pressão, e dois quintos deles afirmaram que tiveram relatórios seus modificados, alterando suas conclusões. Em 2006 a Royal Society, a principal organização científica do Reino Unido, em atitude sem precedentes, solicitou publicamente à ExxonMobil que parasse de financiar o negacionismo climático, acusando a gigante do petróleo de gastar nisso quase 3 milhões de dólares apenas naquele ano, e de divulgar para a população comunicados sem base científica. Uma pesquisa de 2013 descobriu que 91 diferentes entidades privadas podem ter gastado até um bilhão de dólares em apenas um ano financiando campanhas e organizações negacionistas. Estudos de 2015 trouxeram à luz evidências provando que desde a década de 1970 a indústria do petróleo sabia que os combustíveis fósseis podiam provocar o aquecimento global, mas desde então tem negado a ciência financiando estudos fraudulentos a seu favor, disseminando deliberadamente o mesmo tipo de dúvidas artificiais que envolveram a indústria do cigarro anos antes. Segundo Robert Brulle, esses grupos formam um movimento muito bem organizado, com múltiplos agentes situados em posições estratégicas da mídia, da política e do empresariado, que podem atuar concertadamente ou em laços frouxos e temporários, mas sempre ao longo das mesmas linhas. Entre os financiadores principais das campanhas estão a Koch Foundation, o Donors Trust, o Donors Capital Fund, a Scaife Foundation e a Sierra Foundation.
Uma pesquisa identificou que mais de 90% dos "estudos científicos" negacionistas se origina em grupos de pressão e influenciadores de direita. Outros trabalhos apontam para a mesma direção, identificando algumas características comuns a outros tipos de negacionismo da ciência, como a persistente fabricação de controvérsias artificiais, a extraordinária dominância de ativistas do sexo masculino e suas fortes ligações com ideologias e movimentos conservadores ou de direita. Outros traços presentes na mentalidade negacionista são um apego a estruturas de poder altamente hierarquizadas, crença em teorias da conspiração, recusa em aceitar mudanças, fatos ou emoções desagradáveis, tendência em atribuir a outros responsabilidades pessoais, baixa empatia social e uma preocupação com a preservação de privilégios de classe, e os que acreditam que o fim do mundo está próximo, uma população que nos Estados Unidos, por exemplo, é superior a 40% do total, tendem a ser mais indiferentes ao problema e a considerá-lo parte da preparação para o Juízo Final. Outro componente de peso do negacionismo é a ideologia de preservação do livre mercado a qualquer custo, que tem sido a responsável direta pelo atraso na aceitação de muitos fatos científicos relevantes, como o vírus da imunodeficiência humana (HIV) ser causador da AIDS e o tabagismo causar câncer.
Nos últimos anos os bloggers negacionistas têm emergido como uma força importante na expansão do movimento. Uma pesquisa publicada na revista BioScience por Jeffrey Harvey e colaboradores indicou que os blogs são considerados pelo público em geral como mais confiáveis que outras fontes de informação. Além disso, analisando o conteúdo de 45 blogs negacionistas, os autores encontraram que 80% deles repetiam informação de um único blog, cujo autor não conduziu nenhuma pesquisa original nem publicou artigos.
Por outro lado, em anos recentes os negacionistas têm sofrido também importantes revéses. A ExxonMobil, que por muitos anos foi um dos maiores financiadores do lobby negacionista, aparentemente desde 2008 deixou de se envolver nessa atividade, e a verba gasta pela Koch Foundation tem declinado drasticamente. Em 2011 uma das principais vozes negacionistas, Richard Muller, após concluir um novo estudo, financiado principalmente pela Koch Foundation, admitiu que estava errado e que o aquecimento existe, mas permaneceu cético quanto aos seus reais impactos. De qualquer modo, a notícia de sua retratação recebeu ampla divulgação internacional, gerou atritos com seus antigos companheiros de crença, e recebeu elogios pela sua atitude por cientistas alinhados ao consenso científico. Este estudo ataca uma das mais centrais alegações negacionistas: a de que as medições de temperatura, que sofrem correções e ajustes para compensar deficiências do instrumental, não são, por isso, confiáveis. Para testar a confiabilidade dos ditos ajustes, a equipe de pesquisadores submeteu todos os dados brutos recolhidos a um ajustamento computadorizado automático, sem interferência humana no meio do processo. Confessando sua surpresa, Muller disse que a tradicional manipulação humana dos dados — metodologia aceita como válida pela comunidade científica e pelo IPCC, e questionada pelos negacionistas — não influiu de maneira significativa nos resultados, que apontaram para um aquecimento de quase um grau Celsius desde meados do século XX. Isso é exatamente o que o IPCC e a comunidade científica têm dito há décadas. O impacto dessa refutação se amplia na medida em que o estudo analisou medições de temperatura desde a década de 1750, quando a maioria das principais análises atuais inicia sua cronologia a partir de meados ou fins do século XIX. Além disso, o estudo em um aspecto ultrapassou as estimativas do IPCC, dizendo que desde o século XVIII o mundo aqueceu mais do que quase um grau: aqueceu um grau e meio, sendo a causa principal a atividade humana: "Parece provável que, essencialmente, todo esse aumento resulta da emissão humana de gases do efeito estufa". Que o homem seja o grande responsável, também tem sido reiterado inúmeras vezes pela comunidade científica. Logo após o anúncio da retirada dos Estados Unidos do Acordo de Paris, formou-se uma rede de estados e municípios norteamericanos que pretende se manter fiel ao acordo a despeito da política federal, e agentes muito influentes no cenário local, como instituições governamentais, altos militares da Marinha e do Pentágono e o ex-presidente Barack Obama, já declararam que o negacionismo é uma ameaça à segurança da nação.

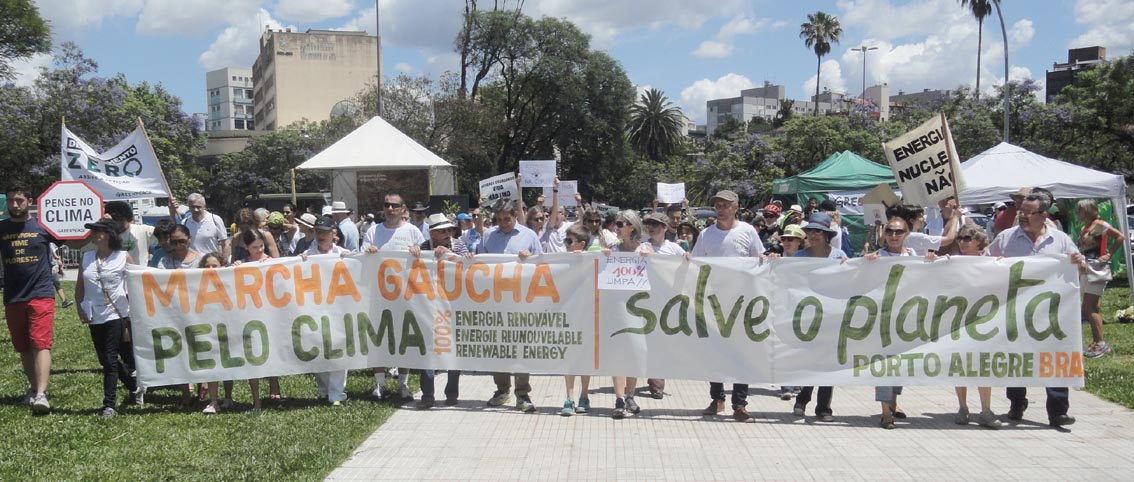
Marcha Gaúcha Pelo Clima, realizada em Porto Alegre, Brasil, em 29 de novembro de 2015, parte de uma mobilização internacional contra o aquecimento global

Muitos cientistas, historiadores, sociólogos e outros especialistas, bem como ativistas do ambientalismo, têm tentado divulgar corretamente a problemática do aquecimento global para o grande público e dissipar as dúvidas criadas pelos negacionistas, tanto nos Estados Unidos como no resto do mundo, mas seu sucesso nisso tem sido bastante limitado, como prova a lentidão na aceitação das mudanças necessárias que levem a um modelo de vida sustentável e de energia limpa, que é a única solução realista e permanente para os problemas causados pelo aquecimento. Todas as outras soluções mais ou menos aproximativas, por necessárias que possam ser nas etapas de transição para um novo modelo, terão valor apenas provisório, já que as principais causas do problema são a queima de combustíveis fósseis, o desmatamento, mudanças no uso da terra, produção de resíduos (lixo, esgotos, efluentes industriais, etc) e desperdício de alimentos, processos que produzem imensas quantidades de gases estufa. Na base de tudo, o crescimento descontrolado da população, que leva ao consumo desenfreado de recursos naturais, a poluição, extinção em massa, destruição ambiental e outros problemas que já são notórios e lamentados até por negacionistas, mas que são consequências previsíveis do modelo de vida predominante, e não mudarão sem que o modelo mude. Todos esses fatores interagem entre si e produzem novas causas para degradação ambiental e para o agravamento do próprio aquecimento global.
O conhecimento atual sobre o aquecimento global não é completo, mas é extremamente abrangente e extremamente sólido em seus aspectos principais. Segundo informação da NASA, o consenso dos climatologistas sobre a realidade do aquecimento e sobre a sua origem humana está em torno dos 97-98%. Esse número sintetiza os resultados de um período de análises de campo que vai de 1991 a 2015, mas à medida que os estudos se multiplicam, a segurança científica aumenta. Um levantamento realizado pelo National Physical Sciences Consortium analisou mais de 24 mil trabalhos publicados entre 2013 e 2014, produzidos por um total de 69.406 pesquisadores. De todos eles, apenas quatro pesquisadores rejeitaram a origem humana do aquecimento global. Embora o IPCC seja reconhecido universalmente como a maior autoridade no assunto, há muitos membros do próprio painel que criticam seu conservadorismo em alguns aspectos, fazendo eco a críticas de muitos outros pesquisadores independentes, que alegam que o caso é ainda mais grave do que o IPCC tem mostrado. Seja como for, isso só reforça que a situação tem realidade e uma enorme importância e urgência, e coloca o negacionismo nas categorias de crença ou pseudociência.

## Repercussões do negacionismo climático
Nos primeiros momentos em que o tema ganhou notoriedade mundial, na década de 1980, o público leigo em geral se perfilou ao lado da ciência, acatando suas conclusões, mas após o início da fase mais agressiva da campanha negacionista, essa posição começou a se mostrar mais e mais frágil, e a distância entre a opinião científica e a opinião leiga aumentou significativamente. Os negacionistas podem não ser os únicos responsáveis por essa tendência, que pode sofrer influência de modas passageiras, políticas, e mesmo do cansaço que a superexposição do tema na mídia provoca, entre outros fatores, mas eles têm sido apontados como agentes de grande peso no processo.
A campanha cria uma confusão na mente do público leigo que o impede de reconhecer onde está a verdadeira autoridade e o verdadeiro conhecimento, o impede de compreender a ameaça climática, de perceber sua gravidade e de reagir de acordo com a sua dimensão e urgência. Também contribui o fato de que a imprensa, alegando querer mostrar a questão do aquecimento global sob um ponto de vista "imparcial", tem organizado debates e entrevistas em que dá o mesmo espaço para aqueles que afirmam o aquecimento e para aqueles que o negam. Ao ignorar os mecanismos de validação do conhecimento e oferecendo aos negacionistas um espaço que não reflete o espaço que eles ocupam na comunidade científica, a imprensa deixa para o público a tarefa de decidir quem tem razão, uma tarefa que ele não tem condições de realizar pelo seu despreparo científico e pela representação distorcida do peso dos argumentos, alimentando uma controvérsia popular que na comunidade científica já não existe. Para que o cenário fosse montado de acordo com o consenso científico atual de c. 97-98%, um debate público precisaria reunir pelo menos cinquenta climatologistas, para que os negacionistas pudessem ter direito a apenas um representante no encontro. Fica evidente, assim, como não apenas o conteúdo da mensagem, mas também a sua forma de apresentação e a questão da representatividade de determinada opinião no total dos pesquisadores, têm relevo para a enfatização de determinado viés e para a boa compreensão do assunto por quem não tem conhecimento dele. Para Oreskes & Conway, mostrar incertezas que já foram ultrapassadas como incertezas ativas é um absurdo: "Num debate científico dinâmico pode haver muitos lados. Mas uma vez que uma questão científica é fechada, resta apenas um lado. Imagine o que seria oferecer uma 'cobertura equilibrada' e colocar em controvérsia o fato da Terra girar em torno do Sol, ou dos continentes se moverem, ou do ADN carregar a informação genética". Em termos práticos, isso significa que o cidadão médio deixa de se interessar pelo problema, ou porque não consegue entendê-lo muito bem, ou porque imagina que ele não o afeta pessoalmente, ou porque acha que ele não é tão grave como o pintam, e quando tem de decidir, por exemplo, em quem votar, fica propenso a tomar decisões erradas, pois sua principal fonte de informação, a imprensa, está inundada de notícias divergentes, grande parte delas pouco claras, distorcidas ou deliberadamente manipuladas. Ao mesmo tempo, as necessárias políticas públicas para combate ao aquecimento ficam ameaçadas por um fraco apoio popular.
Por influência da pressão negacionista, os cientistas têm sentido a necessidade de expressar seus argumentos com uma cautela maior do que o normal para não serem desqualificados como "alarmistas", acusação que é muito frequente nos ataques, e isso tem sido apontado como uma dificuldade a mais na disseminação da informação relevante e correta sobre o aquecimento, pois se a ameaça existe e é tão grande, seria mais prudente exagerar os riscos do que minimizá-los. Isso tem sido apontado também como um dos motivos do IPCC ser acusado de conservadorismo por crescente número de especialistas, e de manter uma cautela tão excessiva que não transmite claramente a gravidade da situação para o público leigo. Além disso, esses grupos de pressão têm conseguido importantes vitórias em batalhas judiciais e na criação de legislação favorável aos seus interesses.
Os grupos negaconistas têm sido muito bem sucedidos em ganhar espaço na mídia e na criação de dúvidas artificiais, especialmente nos Estados Unidos, país que é um dos maiores emissores de gases estufa, uma das mais influentes potências mundiais e um dos maiores bastiões do negacionismo climático, que não assinou o Protocolo de Quioto e que recentemente anunciou sua retirada do Acordo de Paris. Em 2015, uma ampla pesquisa de opinião mostrou que embora 99% da população do país reconheça que o aquecimento está acontecendo, quase 80% dos entrevistados não acreditam que a origem do problema se deve às atividades humanas, 97% acreditam que o consenso esmagador entre os cientistas não existe, mais de 60% não se preocupam, e 99% não acreditam que o aquecimento lhes causará dificuldades pessoais, ainda que aceitem a ideia de que as futuras gerações possam estar em risco.

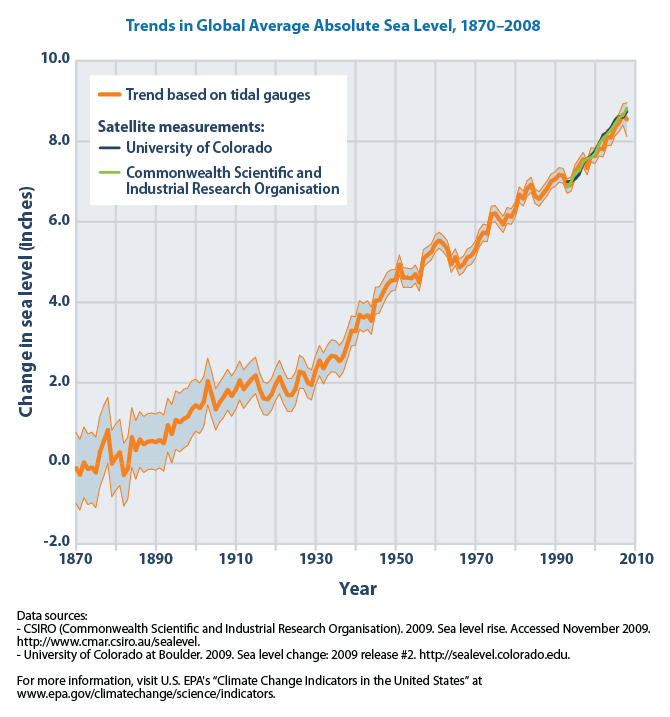
Gráfico mostrado a elevação no nível do mar entre 1870 e 2008

A pesquisadora Caren Cooper, da Universidade de Cornell, analisando os problemas gerados pelas dúvidas e incertezas que ainda circulam popularmente sobre a realidade ou a gravidade do aquecimento global, advertiu que se o grande público não adquirir uma sólida confiança na ciência e acatar suas recomendações, os governos democráticos não conseguirão enfrentar com sucesso o problema, porque sua base de apoio popular está dividida e insegura ou não se importa com a questão. Os negacionistas têm sido formadores de opinião muito mais eficientes do que os cientistas e professores, porque suas mensagens criam nas pessoas a impressão de que o que a imprensa divulga é o bastante para capacitá-las a participar legitimamente do debate científico de alto nível e criticar suas conclusões, uma impressão que, ela enfatiza, é profundamente equivocada.
É muito difícil combater o negacionismo (como um todo), primeiro porque ele tem um polpudo financiamento, uma organização eficiente, motivações ocultas difíceis de expor e fortes esquemas jurídicos para defendê-las, mas também porque seus proponentes não primam pela honestidade no debate e não aceitam trabalhar no terreno da lógica e das evidências palpáveis, mesmo quando as evidências avultam em quantidade e solidez e possam ser tão visíveis como a rápida retração do gelo em todas as regiões frias e montanhas do mundo ao longo do último século, ou a subida do nível do mar. Magnificam casos de exceção para justificar as dúvidas e invalidar todo o grosso corpo de evidências, são hábeis no uso da retórica e da encenação para dissimular o que é óbvio e em eximir-se de responsabilidades, e muitas vezes não mostram receio de recorrer a recursos ilícitos para prevalecer, incluindo perseguição, humilhação pública, difamação, ameaças e tentativas de aliciamento de cientistas. Pelas suas extensas implicações no bloqueio de políticas ambientais e práticas sustentáveis e pela indução deliberada do público ao erro e à inação, incapacitando-o para reagir adequadamente frente ao desafio climático, o negacionismo é entendido também como uma importante ameaça à segurança, ao bem estar e ao futuro dos povos. Já existem apelos de cientistas, ambientalistas e agentes públicos para que o financiamento de campanhas negacionistas seja criminalizado ou pelo menos regulamentado. Naomi Oreskes, uma das principais analistas do fenômeno do negacionismo climático e suas repercussões sociais, disse:
"Os políticos e a mídia, especialmente nos Estados Unidos, frequentemente afirmam que a ciência do clima é altamente incerta. Alguns têm usado este argumento contra a adoção de medidas fortes para reduzir as emissões de gases do efeito estufa. [...] Algumas corporações, cujos lucros poderiam ser afetados negativamente pelo controle das emissões de gás carbônico, também têm alegado que a ciência padece de graves incertezas. Tais declarações sugerem que poderia persistir uma controvérsia significativa dentro da comunidade científica sobre a realidade da mudança climática causada pelo homem. Mas isso não é verdade. [...] Muitos detalhes sobre as interações do clima não são bem entendidos, e há muito espaço para mais pesquisas que forneçam uma base mais sólida para nosso entendimento da dinâmica do clima. Mas há um consenso sobre a realidade da causa humana na mudança climática. Os cientistas têm repetidamente tentado deixar isso claro. É hora de o resto de nós ouvir o que eles dizem".